# Lateralidade
Lateralidade é a predisposição à utilização preferencial de um dos lados do corpo, em três níveis: mão, olho e pé. Segundo Le Boulch , a preferencia pela utilização de um dos lados do corpo ocorre em razão da dominância de um dos hemisférios cerebrais.
Os movimentos bilaterais envolvem o uso de ambos os lados de modo simultâneo e paralelo, como por exemplo pegar uma bola com as duas mãos, já os movimentos unilaterais envolvem o uso de apenas de um lado do corpo, como por exemplo bater a mão num alvo.
Esta capacidade  é de grande importância para formação de conceitos complexos como de espaço.